# Dead for a Dollar
Dead for a Dollar ist ein US-amerikanisch-kanadischer Spielfilm aus dem Jahr 2022 von Walter Hill mit Christoph Waltz, Willem Dafoe und Rachel Brosnahan.

## Handlung
An der Grenze zu Mexiko wird der Kopfgeldjäger Max Borlund 1897 vom Geschäftsmann Martin Kidd aus Santa Fe beauftragt, dessen Ehefrau Rachel Kidd ausfindig zu machen und zurückzubringen. Rachel ist eine fortschrittliche junge Frau, sie soll vom Deserteur Elijah Jones entführt und nach Mexiko verschleppt worden sein. Dort soll er sie festhalten, um Lösegeld zu erpressen.
In Mexiko trifft Borlund auf den Ganoven Joe Cribbens, den er vor einigen Jahren ins Gefängnis gebracht hatte. Außerdem findet Max heraus, dass Rachel nicht entführt wurde, sondern vor ihrem gewalttätigen Mann geflohen ist. Elijah Jones ist ihr Liebhaber.
Borlund muss sich entscheiden, ob er Rachel gegen ihren Willen zu ihrem Ehemann zurückbringt oder ihr helfen soll und seine Zeit dafür nutzt, Cribbens erneut das Handwerk zu legen.

## Synchronisation
| Rolle           | Darsteller       | Synchronsprecher    |
| --------------- | ---------------- | ------------------- |
| Max Borlund     | Christoph Waltz  | Christoph Waltz     |
| Joe Cribbens    | Willem Dafoe     | Reiner Schöne       |
| Rachel Kidd     | Rachel Brosnahan | Johanna von Gutzeit |
| Martin Kidd     | Hamish Linklater | Charles Rettinghaus |
| Sgt. Alonzo Poe | Warren Burke     | Tobias Schmitz      |

## Produktion und Hintergrund
Die Dreharbeiten fanden ab August 2021 in Santa Fe im US-Bundesstaat New Mexico statt.
Produziert wurde der Film von der CHAOS film company (Carolyn McMaster), Myriad Pictures (Kirk D’Amico) und Polaris Pictures (Jeremy Wall, Neil Dunn, Jeff Sackman, Berry Meyerowitz, Alex Habrich). Die Kamera führte Lloyd Ahern II, die Montage verantwortete Phil Norden. Das Kostümbild gestaltete Lahly Poore-Ericson und das Szenenbild RA Arancio-Parrain.
Hauptdarsteller Christoph Waltz war zuvor 2012 im Western Django Unchained von Quentin Tarantino zu sehen. Für seine Darstellung des Kopfgeldjägers Dr. King Schultz erhielt er 2013 seinen zweiten Oscar als bester Nebendarsteller.
Für das zugrunde liegende Drehbuch The Moon of Popping Trees erhielt Matt Harris 2002 eine Nicholl Fellowship in Screenwriting, das Drehbuch wurde von Hill überarbeitet.
Hill widmete den Film dem 2001 verstorbenen Filmregisseur und Drehbuchautor Budd Boetticher.

## Veröffentlichung
Premiere des Westerns war am 6. September 2022 im Rahmen der Internationalen Filmfestspiele von Venedig 2022, wo der Film außer Konkurrenz gezeigt wurde. In den USA wurde der Film am 30. September 2022 in ausgewählten Kinos und als Video on Demand veröffentlicht.
Deutschlandpremiere war am 18. November 2022 am Internationalen Filmfestival Mannheim-Heidelberg. Im Januar 2023 wurde ein deutschsprachiger Trailer veröffentlicht, am 24. Februar 2023 erschien der Film auf DVD und Blu-ray Disc.
Im Juli 2023 wurde der Film auf Prime Video veröffentlicht. Die Erstausstrahlung im ZDF war am 30. Juni 2025.

## Rezeption
Sascha Rettig meinte in der Kleinen Zeitung, dass die action- und im doppelten Sinne blutarme Westernproduktion letztlich im Durchschnitt verharre. Das habe man bei der Genre-Konkurrenz alles anderswo schon fesselnder, roher, unterhaltsamer gesehen. Lediglich die Western-Wüsten-Panoramen und die Besetzung hebten den Film etwas aus der Unscheinbarkeit heraus.
Björn Becher vergab auf Filmstarts.de drei von fünf Sternen und schrieb, dass dies ein waschechter Old-School-Western sei. Überzogen mit einem sehr extremen Braunfilter sehe der Film aus, als wäre er aus der Zeit gefallen. Nicht nur Dafoes Figur wirke wie ein Überbleibsel des ursprünglich bereits im Jahr 2000 fertiggestellten Drehbuchs von Matt Harris. Die größte Stärke des Filmes sei die wunderbare Unaufgeregtheit. Ebenfalls ein Ereignis sei es auch jedes Mal, wenn die volle Breite der Leinwand ausgenutzt wird und man einfach spüre, in einem Western der alten Schule zu sitzen.
Giancarlo Schwendener bezeichnete den Film auf outnow.ch als kurzweiligen, unterhaltsamen Western mit langsamem Erzählrhythmus und spannender Ausgangslage, aber holprigem Drehbuch.
Andrey Arnold schrieb in der österreichischen Tageszeitung Die Presse, dass Christoph Waltz den Kopfgeldjäger noch besser als bei Tarantino spiele. Waltz wäre schon lang nicht mehr so gut wie hier; nur der Optik des Films sehe man an, dass das Budget begrenzt war. Der Film sei zwar leichtblütiger als Budd Boettichers schnörkellose Spannungsstücke, aber ebenso straff inszeniert und voller lakonischem Witz.
Christian Pogatetz meinte auf uncut.at, dass der Film mit Sicherheit nie den Kultstatus seiner Frühwerke wiederholen könne, Western-Liebhaber sollten aber trotzdem auf ihre Kosten kommen. Hill bediente sich routiniert an den klassischen Zutaten und Tropen des Genres, moderne Akzente werden höchstens in Bezug auf die starke weibliche Protagonistin und ihren afroamerikanischen Liebhaber gesetzt. Trotz einiger Schwächen und Längen sei es ein sehenswertes Alterswerk.
Oliver Armknecht bewertete den Film auf film-rezensionen.de mit sechs von zehn Punkten. Der Film sei eine Hommage an vergangene Tage, wenn sich die einzelnen Stränge zu einem immer chaotischer werdenden Wettstreit verheddern. Das sei alles nicht neu, aber doch unterhaltsam erzählt und erstklassig besetzt.

## Auszeichnungen
- 2002: Nicholl Fellowship in Screenwriting für das Drehbuch The Moon of Popping Trees von Matt Harris[9]